# Majid Majidi
Majid Majidi (pers. مجید مجیدی ; ur. 17 kwietnia 1959 w Teheranie) – irański reżyser, scenarzysta i producent filmowy, który zaczynał karierę filmową jako aktor. Twórca pierwszego irańskiego filmu, który zdobył nominację do Oscara za najlepszy film nieanglojęzyczny.

## Życie i twórczość
Wychowany w Teheranie w przeciętnej rodzinie z klasy średniej. W wieku czternastu lat zaczął występować w amatorskich przedstawieniach teatralnych. Studiował w Instytucie Sztuk Dramatycznych w Teheranie. Po rewolucji irańskiej w 1979 zainteresował się kinem i zaczął grywać w filmach. Najważniejszą rolę stworzył w filmie Bojkot (1985) Mohsena Makhmalbafa.
Następnie Majidi z aktorstwa przerzucił się na reżyserię, ze znakomitymi rezultatami. Jego Dzieci niebios (1997) były pierwszym filmem z Iranu nominowanym do Oscara za najlepszy film nieanglojęzyczny. Po tym sukcesie Majidi kontynuował drogę twórczą takimi filmami jak Kolory raju (1999), Deszcz (2001) czy Pieśń wróbli (2008).
Majidi był jednym z pięciu reżyserów z całego świata, zaproszonych przez władze Pekinu do nakręcenia krótkometrażowego dokumentu o tym mieście przed Letnimi Igrzyskami Olimpijskimi w 2008.
Reżyser wycofał się z udziału w organizowanym w Danii festiwalu filmowym na znak protestu przeciwko publikacji karykatur proroka Mahometa. Majidi podkreślił, że "protestuje przeciwko obrażaniu jakiejkolwiek wiary czy symbolu religijnego".

## Filmografia

### Reżyser

#### Filmy fabularne
- Baduk (1992)
- Ojciec (Pedar) (1996)
- Dzieci niebios (Baczeha-je aseman) (1997)
- Kolory raju (Rang-e choda) (1999)
- Deszcz (Baran) (2001)
- Pa berahne ta Herat (2002) – dokumentalny
- Wierzba (Bid-e madżnoon) (2005)
- Rezae Rezwan (2007) – dokumentalny
- Nadżwa-je aszuraii (2008) – dokumentalny
- Pieśń wróbli (Awaz-e gondżeszkha) (2008)
- Muhammad: The Messenger of God (Mohammad Rasulollah) (2015)
- Beyond the Clouds (2017)

#### Filmy krótkometrażowe
- Enfedżar (1981) – dokumentalny
- Hodadż (1984)
- Ruz-e emtehan (1988)
- Jek ruz ba asiran (1989) – dokumentalny
- Acharin abadi (1993)
- Choda miajad (1996)
- Olampik tu ordugah (2003) – dokumentalny
- Peace, Love, and Friendship (2007) – dokumentalny[1][2]